# Yūki Okaniwa
Yūki Okaniwa (japanisch 岡庭 裕貴 Okaniwa Yūki; * 3. Januar 1995 in der Präfektur Tokio) ist ein japanischer Fußballspieler.

## Karriere
Okaniwa erlernte das Fußballspielen in der Jugendmannschaft von Yokogawa Musashino und der Universitätsmannschaft der Landwirtschaftsuniversität Tokio. Seinen ersten Vertrag unterschrieb er 2017 bei Thespakusatsu Gunma. Der Verein spielte in der zweithöchsten Liga des Landes, der J2 League. Am Ende der Saison 2017 stieg der Verein in die J3 League ab. Für den Verein absolvierte er 51 Ligaspiele. 2019 wechselte er zu Tokyo United FC. 2020 wechselte er zu Tochigi City FC. 2020 und 2022 feierte er mit dem Verein die Meisterschaft der Kantō Soccer League. 2023 wurde er Vizemeister der Kantō Soccer League und qualifizierte sich für die Japanese Regional Football Champions League. Hier wurde man erster und stieg in die vierte Liga auf. Am Ende der Spielzeit 2024 feierte er mit Tochigi die Meisterschaft und stieg in die dritte Liga auf.

## Erfolge
Tochigi City FC
- Japanischer Viertligameister: 2024  ▲
- Kantō-Regionalliga: 2020, 2022
- Japanese Regional Football Champions League: 2023  ▲